# Simone Salviato
Simone Salviato, född 12 juli 1987 i Padua, är en italiensk fotbollsspelare som spelar för Bari.

## Karriär
Salviato spelade för flera mindre klubbar innan han 2008 fick kontrakt med Serie B-klubben Mantova. Salviato spelade total två säsonger med klubben.
När Mantova sommaren 2010 gick i konkurs skrev Salviato, tillsammans med lagkamraten Alessandro Lambrughi istället på för Livorno.
Salviato var en del av det Livornolag som tog steget upp i Serie A 2013, men lämnade under sommaren därefter för Novara. Efter att ha tillbringat hösten i Novara lånades Salviato i januari ut till Pescara.
Sommaren 2014 lämnade Salviato Novara för Bari